# Mycomya yunga
Mycomya yunga är en tvåvingeart som beskrevs av Vaisanen 1984. Mycomya yunga ingår i släktet Mycomya och familjen svampmyggor. Inga underarter finns listade i Catalogue of Life.